# Supercopa MX
Supercopa MX (Superpuchar Meksyku) – coroczny mecz piłkarski rozgrywany w lipcu pomiędzy triumfatorami pucharu Meksyku (Copa MX) z jesiennego sezonu Apertura i wiosennego Clausura. Zwycięzca, oprócz otrzymania trofeum, kwalifikuje się również do rozgrywek Copa Libertadores jako jeden z trzech meksykańskich klubów, rozpoczynając je od rundy wstępnej.

## Historia
W czerwcu 2013 Decio de María, prezydent ligi meksykańskiej (Liga MX), zapowiedział, iż w celu zwiększenia zainteresowania rozgrywkami toczonego co pół roku i wznowionego rok wcześniej krajowego pucharu (Copa MX) ostatnia z trzech meksykańskich drużyn kwalifikujących się do Copa Libertadores będzie wyłaniana poprzez dwumecz między triumfatorami Copa MX z jesiennego sezonu Apertura i wiosennego sezonu Clausura. Aż do 2014 roku do Copa Libertadores – najbardziej prestiżowych klubowych rozgrywek piłkarskich Ameryki Południowej – kwalifikowały się z Meksyku trzy najlepsze kluby w tabeli jesiennego ligowego sezonu Apertura, niebiorące równocześnie udziału w Lidze Mistrzów CONCACAF, z czego dwa pierwsze rozpoczynały zmagania w Pucharze Wyzwolicieli od fazy grupowej, zaś trzecia od rundy wstępnej. Triumfator Supercopa MX przejął rolę trzeciej drużyny z Meksyku, co oznacza, że kwalifikuje się do rundy wstępnej Copa Libertadores. Dwa pozostałe miejsca wyłaniane są jak dotychczas poprzez ligę.
W czerwcu 2014 oficjalnie poinformowano o powstaniu rozgrywek Supercopa MX. Niecały miesiąc później (9 i 12 lipca 2014) rozegrano pierwszą edycję tego turnieju – Monarcas Morelia (zdobywca Copa MX w sezonie Apertura 2013) pokonał w dwumeczu Tigres UANL (zdobywcę Copa MX w sezonie Clausura 2014) łącznym wynikiem 5:4 (4:1, 1:3), kwalifikując się do rundy wstępnej Copa Libertadores 2015.
W 2015 roku rozgrywki odbyły się w zmienionym formacie; Santos Laguna – zdobywca Copa MX w sezonie Apertura 2014 – poprzez ligę zakwalifikował się do Ligi Mistrzów CONCACAF 2015/2016, przez co nawet mimo ewentualnego zwycięstwa w Supercopa MX nie mógłby równocześnie wziąć udziału w Copa Libertadores 2016. W takiej sytuacji w czerwcu 2015 ogłoszono, że z Puebla FC – zdobywcą Copa MX w sezonie Clausura 2015 – w Supercopa zmierzy się Monarcas Morelia, czyli triumfator Copa MX w jeszcze wcześniejszym sezonie Clausura 2014. Zdecydowano się wówczas rozegrać tylko jedno spotkanie na neutralnym terenie w Stanach Zjednoczonych, co przyjęto również na stałe.

## Triumfatorzy
| 2014 | Morelia (A)     | 4–1 | Tigres UANL (C) | Ángel Comizzo  | Morelia     |
| 2014 | Morelia (A)     | 1–3 | Tigres UANL (C) | Ángel Comizzo  | Morelia     |
| 2015 | Puebla (A)      | 1–0 | Morelia (–)     | Pablo Marini   | Puebla      |
| 2016 | Guadalajara (A) | 2–0 | Veracruz (C)    | Matías Almeyda | Guadalajara |

Legenda:
- pd – po dogrywce
- k – seria rzutów karnych

W nawiasie podano, w jaki sposób dany klub zakwalifikował się do rozgrywek:
- (A) – poprzez wygranie krajowego pucharu sezonu Apertura
- (C) – poprzez wygranie krajowego pucharu sezonu Clausura.

## Zwycięzcy
| Klub        | Zwycięstwa | Drugie miejsca | Zwycięstwa (lata) | Drugie miejsca (lata) |
| ----------- | ---------- | -------------- | ----------------- | --------------------- |
| Morelia     | 1          | 1              | (2014)            | (2015)                |
| Puebla      | 1          | 0              | (2015)            | —                     |
| Guadalajara | 1          | 0              | (2016)            | —                     |
| Tigres UANL | 0          | 1              | —                 | (2014)                |
| Veracruz    | 0          | 1              | —                 | (2016)                |